# Zigadenus glaberrimus
Zigadenus glaberrimus är en nysrotsväxtart som beskrevs av André Michaux. Zigadenus glaberrimus ingår i släktet Zigadenus och familjen nysrotsväxter. Inga underarter finns listade.

## Bildgalleri

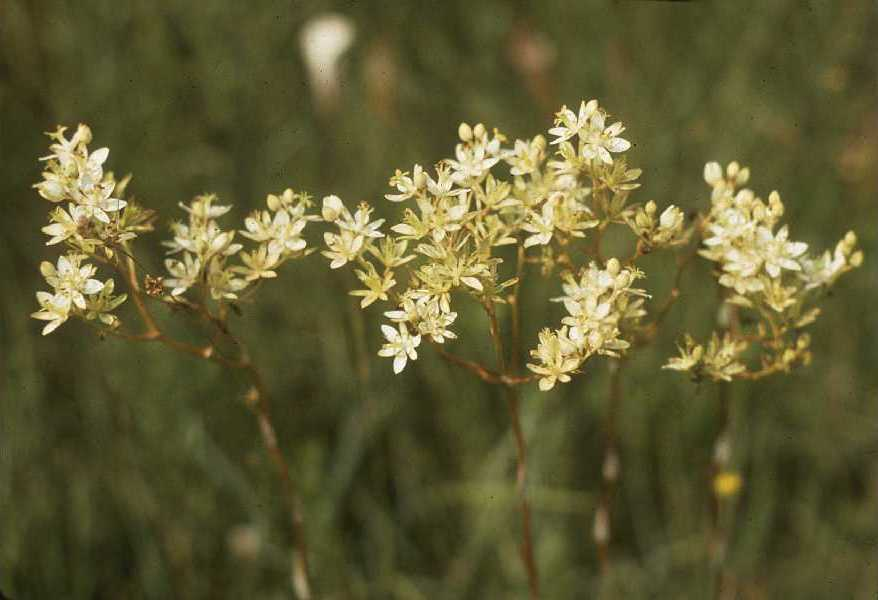